# Microtragus waterhousei
Microtragus waterhousei là một loài bọ cánh cứng trong họ Cerambycidae.